# 佐々木喫茶
佐々木 喫茶（ささき きっさ、8月25日 - ）は日本の音楽プロデューサー、ソングライター、編曲家。シンセパンクバンド・レコライドのリーダー。ギャクセツゾク、月刊プロボーラーの元メンバー。福島県出身。

## 略歴
高校2年生のときにギターを入手。また、スーパーファミコンソフト「音楽ツクール かなでーる」（アスキー）とMTRで宅録を始める。
2002年、ボーカルのギャクオとギャクセツゾクを結成。ギャクオの失踪によりボーカルがジンジャー酒井に交代、2006年まで活動した。ボーカルと打ち込み(+ギター)というバンド編成により、ロックからテクノポップに音楽性が変化、ギターを持たなくなった。
2006年、ギャクセツゾクの活動で出逢った月刊プロボーラーに加入。2009年に脱退、レコライドを結成。
初めて作曲したアイドルソングは、2008年にリリースされたもも色♡ハピニャス@BMC「恋ア・ラ・モード」。2014年デビューのKOTOは、デビュー曲「ことりっぷ」を楽曲提供したのをきっかけとして、サウンドプロデュースを担当。
2019年8月、佐々木喫茶名義としては初の楽曲「versus nervous」をリリース。2020年4月、佐々木喫茶フィーチャリング企画がスタート、第1弾は戦慄かなのがボーカルを担当。

## 作品
- versus nervous（2019年8月25日）
- フォーリンラブ feat.戦慄かなの（2020年4月1日）
- うれしいたのしいさみしいガール feat.戦慄かなの（2020年7月30日）
- JuicyFruityLady feat.頓知気さきな（2021年2月22日）
- 賃貸ほーむれす feat.カナスタ（2021年3月1日）
- 睡魔ー feat.じゅじゅ（2021年4月1日）
- 恋のロケットランチャー feat.頓知気さきな（2021年5月9日）
- sho-ji-jyo feat.可不（2023年4月16日）
- PUNCH PUNCH FOREVER! feat.逃げ水あむ（2023年7月16日）

### 楽曲提供
- Aira Mitsuki「tell me」（作曲）
- 天ノ譜ステラ「ハウっちゃう」（作詞・作曲）
- 文坂なの
  - 「愛わずらい」「好印象な恋しよう」「C級noロマンティック」（作詞・作曲・編曲）
- WEAR「いんしゅ!」（作詞・作曲）
- erewhon「りぴりぴ」（作詞・作曲）
- ギャラクシーあみぃ「おねんね遊泳ミルキーウェイ」（作詞・作曲）
- きゅるりんってしてみて「いらんこといわんこ」（作詞・作曲）
- GALS ｢ホログラムベイベー｣（作詞・作曲）
- 狂い咲けセンターロード「雷電」「クレイジーサバイバー」（作詞・作曲）
- 小泉花恋「パンダとダンパ」（作曲）
- 小森めと「ニートイートミート」（作詞・作曲）
- Saori@destiny「ステンレス・スターライト」
  - Saoriiiii「3cmディスタンス」（作曲）
- SAKA-SAMA「わたしたちの地図」（作詞・作曲）
  - 寿々木ここね「スイート・セレブレーション!」（作詞・作曲）
- さくまる。「尊み!遠江」（作詞・作曲）
- SAWA「おぼろげダンシン」（作曲）
- しちにんのかりちゅま「とってもかりちゅま」（作詞・作曲・編曲）
- シャオチャイポン 全楽曲（作詞・作曲）
- 宗教法人マラヤ[注 2]「娑婆KA/RU/MA」（作詞・作曲）
- 不知火建設（しらけん）「なかま歌」（作詞・作曲・編曲）
- Cing 「バーガークイーン」（作詞・作曲・編曲）
- Shinto!
  - 「Shinto!」「ちゅうらぶりん」「さかっけーふぁんふぁーれ」「びゅーてぃふりんぐ」「祝パ!」（作詞・作曲）
- すこやか健康クラブ「SUKOYAKA」「安心エクスタシー」「凡人ファンタジー」（作詞・作曲）
- 鈴鹿詩子「U・S」（作曲）
- 絶対零度「好きなのに残しちゃう」（作詞・作曲）
- 絶対零度「君の目、近っ！」
- 太陽と踊れ「はなうらNIGHT!」（作詞・作曲・編曲）
- 武井麻里子「stay'n」（作曲）
- 月刊PAM「What the PAM?」（作詞・作曲）
- TOKYO喫茶
  - 「トーキョーキッサ」「ライジング太陽」「ハリーアップトーキョー」「NADESHIKO PARADE」「ピッカピカ賛美歌」「真っ白な夢の中で」「トゥナイトゥナイ」「BOYS & GIRLS」「トーキョースーパードリーマー」（作詞・作曲）
    - あほ四天王＋1「恋してんのしってんの?」「あ」（作詞・作曲）
    - 小泉茜「アオ」（作曲）
    - 咲ふうあ「学校終わってまた明日なんてつまらない」（作曲）
- 鳥 very bird 「鳥Trick」（作詞・作曲・編曲）
- ねうちゃん「ばいばいピエロ」「0328」（作詞・作曲）
- ぱすはに「wktk!インターネット侵略中」（作詞・作曲・編曲）
- ハローニューランド「にじゅうまるぱーふぇくと」「超神回ヒーロー」（作詞・作曲）
- 平野友里「1995」（作詞・作曲）
- ピンキーポップヘップバーン アルバム『P-POP』全楽曲（作詞・作曲）
- femme fatale
  - 「バタフライ」「安眠swimming」「だいしきゅーだいしゅき」（作詞・作曲）
- ふゆのどうぶつえん
  - 「チョコミントクレイジーサマーガールズライオットラブ」「うまいシュウマイ」（作詞・作曲）
- 松林てろる「むんらび!」（作詞・作曲）
- Merry BAD TUNE.「こんぐらいのこんぐらっちゅれいしょん」（作詞・作曲・編曲）
- もも色♡ハピニャス@BMC「恋ア・ラ・モード」（作曲）
- 立仙愛理「エ寝るギー」（作詞・作曲・編曲）
- リナチックステイト
  - 「リナチックステイト」「リアルリニューアル!」「キュンキュンキラキラマジック」「東京SPOTLIGHT」（作詞・作曲）
- Lila Gray ｢愉快ザ・ワールド｣（作詞・作曲・編曲）
- るなてん「エクスクラメーション」（作曲）
- るーるる「不幸になっちゃえ」（作詞・作曲）
- King & Prince「Life is FUSHIGI」（作詞・作曲）
- Varium「InfinityDream！」（作詞・作曲）
- Code:ZERO「めきゅあい」（作詞・作曲）
- Code:ZERO「ときめきタイガー」（作詞・作曲）

## 出演

### テレビ
- 喫茶カフェ（ミュージック・ジャパンTV、2016年9月 - 2017年1月）MC